# Estrilda de gorja rosada
El estrilda de gorja rosada (Hypargos margaritatus) és un ocell de la família dels estríldids (Estrildidae).

## Hàbitat i distribució
Habita zones amb matolls i boscos del sud de Moçambic i l'est de Sud-àfrica.